# グリーナムコモン女性平和キャンプ
グリーナムコモン女性平和キャンプは、イギリスのバークシャーにあるグリーナム・コモン空軍基地に、核兵器が置かれていることに抗議するために設立された、一連の抗議キャンプである。
キャンプは、巡航ミサイルの保管を許可するという英国政府の決定に抗議するため、ウェールズのグループ、Women for Life on Earthがグリーナムに到着した後の、1981年9月に始まった。デモ行進だけではミサイルを除去する必要があるという注意を引くことができないことに気付いた後、女性たちは抗議を続けるためにグリーナムに留まり始めた。基地の最初の封鎖は、1982年3月に発生し、250人の女性が抗議し、その間に34人が逮捕され、1人が死亡した。
キャンプは2000年に閉鎖され、1981年から2000年の間にイエローゲートグリーナムコモンにある元の女性の平和キャンプがあった土地の記念史跡に道を譲った。

## 歴史
1981年9月、36人の女性が核兵器に抗議して基地の柵に鎖でつながれた。  1982年9月29日、女性たちはニューベリー地区評議会によって追放されたが、数日以内に近くに新しいキャンプを設置した。  1982年12月、英国の土壌に核ミサイルを収容するというNATOの決定の3周年に応えて、3万人の女性がEmbracetheBaseイベントで基地の周りに手を組んだ。  グリーナムの女性の大胆さと創造性は、1983年の正月に建設中のミサイルサイロで踊るために小グループが柵を登ったときに反映された。 
1983年4月1日、約70,000人の抗議者が14マイル (23 km)形成したときに、キャンプは有名になった。グリーナムからアルダーマストンまでの人間の鎖とバーグフィールドの兵器工場。  キャンプを取り巻くメディアの注目は、ヨーロッパ中の人々に他の平和キャンプを作るよう促した。  1983年12月に基地を取り囲む別の事件が発生し、5万人の女性が参加した。柵の一部が切断され、何百人もの逮捕者が出た。  
1984年4月4日、女性たちは再びコモンから追放された。再び、日暮れまでに多くの人がキャンプを改革するために戻ってきた。  1987年1月、議会はグリーナムにはもはや女性がいないと言われていたが、女性の小グループが1週間、毎晩グリーナムコモンの境界フェンスの一部を切り倒した。 
抗議者は、基地周辺のさまざまなゲートにある9つの小さなキャンプで構成されていた。キャンプは、ベースの緑の色合いと対比する方法として、虹の色にちなんで名付けられた。 最初のキャンプはイエローゲートと呼ばれ、他のキャンプにはニューエイジに焦点を当てたブルーゲートが含まれていた。宗教に焦点を当てたバイオレットゲート。グリーンゲートは女性専用で、男性の訪問者を受け入れなかった。 

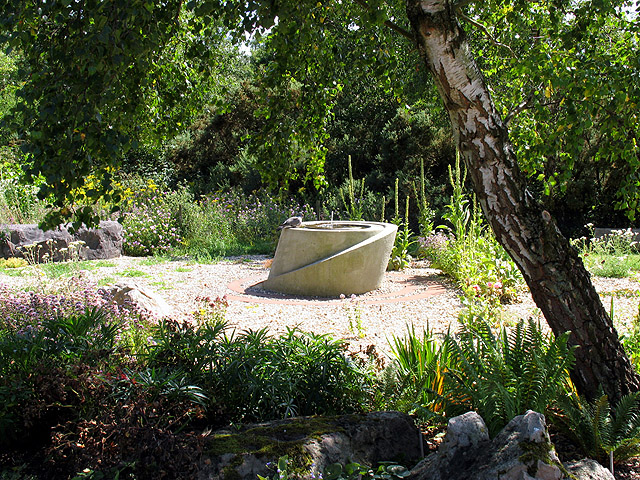
グリーナムのヘレン・トーマスの記念碑。

最後のミサイルは、中距離核戦力条約の結果として1991年に基地を去ったが、抗議者がその場所に記念碑を収容する権利を獲得した後、キャンプは2000年までその場所にとどまった。 ミサイルは基地から撤去されたが、キャンプは来たる英国トライデント計画に対する抗議の一環として継続された。 19年間ずっと抗議活動に参加していたサラ・ヒッパーソンは、キャンプを去った最後の4人の女性の1人でだった。 古いキャンプは、2002年10月5日に記念史跡として発足した。キャンプファイヤーを表す「炎」の彫刻を囲む7つの立っている石がある。この隣には、「霊を殺すことはできない」という言葉が刻まれた石と鋼のらせん状の彫刻がある。 サイトの近くで殺害された活動家のヘレン・ウィン・トーマスのためのプラークもそこにある。 その後、このサイトはGreenhamCommonTrustに管理を依頼された。 

### 平和キャンプに対する地方および国の反対
グリーナムの女性たちは、自分たちの行動と存在が完全に歓迎されているわけではないことを知っていた。記事の中で、グリーナムの女性の1人であるアンセレルは、グリーナム周辺の地元のパブが女性に奉仕することを拒否したと述べた。抗議に反対する人々はしばしばそのような場所で集まり、彼らの活動を混乱させる方法を考えた。 「自警団」は女性を攻撃するために結成され、売り手は、女性の多くが町に足を踏み入れることを恐れさせたと述べた。 
地元の警察も抗議者に対して友好的ではなかった。多くの場合、警察官は夜中に拘留されたグリーナムの女性を釈放し、彼らが彼らを基地に連れ戻すと、確立されたキャンプから遠く離れて彼らを降ろす。女性たちは抗議に再び参加するために長距離を歩くことを余儀なくされた。 
グリーナムの女性たちはまた、平和キャンプに反対したニューベリーの店主、ビジネスマン、元軍将校、引退した専門家、地元の主婦であった、グリーナム野営地に対する料金支払人、RAGEという名前の地元グループからの反対を経験した。野党グループは、防衛のための女性と家族の地元支部とともに、「平和の女性：あなたは私たちを嫌悪しする」や「片付けて出て行け」などのスローガンを掲げてニューベリーでキャンペーンを行った。 RAGEは、地元の意見と政府を利用してグリーナム女性の抗議者を排除することを目的としており、不法移民を誘惑しただけでなく、子供たちを家に残し、素朴な子供たちと見なされていたため、人類や将来の世代に対する本当の懸念を表していないと主張した。国際防衛の問題を理解していなかった。 
国防省は、基地での警察の存在感を高めるよう求めた。同省は、テロリストが基地に侵入しようとしている可能性があり、グリーナムの抗議者のふりをしていると主張した。グリーナムの女性たちは、これを彼らの抗議を妨げるもう一つの試みと見なした。 英国政府はまた、グリーナムコモンでの平和キャンプを終わらせるために一連の条例を制定し、許可なく基地に立ち入ることを違法とし、1985年春に数百人の女性を刑務所に送った 。これらの条約は、1990年に貴族院によって違法と見なされた。これは、グリーナムの女性にとって記念碑的な勝利だった。 
一部のフェミニストは軍縮運動に反対し、家庭で取り組むべきより重要な問題があると主張した。反対派は、女性は家父長制を解体するのにかかる時間を費やすのではなく、健康や仕事などの日常生活の問題に焦点を当てるべきだという考えを示した。家の中に平等な権利が存在しなかったとき、核兵器に抗議することを正当化することは困難だった。女性から招待された場合、男性は抗議に参加することを許可され、抗議に反対した女性は運動をより嫌うようになった。女性は、男性が空間に入ることが許された場合、軍縮抗議が真のフェミニスト運動であるかどうかを疑問視し、真のフェミニスト運動は男性が発言する必要があるとは思わなかったため、女性は抗議を正当なものと見なさなかった。 

## 抗議戦略
グリーナムの女性たちは、核ミサイルに抗議し、注目を集めるために、行動、ポスター、歌を使用した。
グリーナムで行われた最初の抗議行動は、1981年9月に女性が基地の柵に鎖でつながれたことを含んでいた。グリーナムの女性たちが行った最もよく知られた抗議行動は、 EmbracetheBaseイベントと彼らの人間の鎖の抗議だった。 Embrace the Baseでは、3万人の女性が境界フェンスの周りで手をつないでいた。 1983年4月、グリーナムの女性とその支持者は14マイルの人間の鎖を作った。 1983年10月下旬、グリーナムの女性たちは境界フェンスを撤去する行動を取った。これはプレスリリースで「私たちのベルリンの壁」と表現され、9マイルの境界フェンスのうち約4つが撤去された。魔女に扮装してグリーナムのハロウィーンパーティーに参加することを偽造することで、女性たちは警察が柵の切断を疑うのを防ぐことができた。 その年の12月に、別の人間の鎖が作成され、柵の周りを一周し、柵の一部が切断された。  
グリーナムの女性はしばしば「熱心」でした。彼らは黒い服を着て、将来核戦争で失われる子供たちを悼んでいると言う。 
ポスターはグリーナムの女性によって使用され、多くの場合、グリーナムの女性の脆弱性と忍耐力を象徴することを意図した蜘蛛の巣のシンボルが描かれていた。 
歌うことは、グリーナムの女性によって使用された別の抗議戦略だった。ポピュラーソングは、反核運動をサポートするために歌詞を書き直して使用されることがあった。いくつかの曲は、キャンプの女性によって書かれたオリジナルだった。  1988年、キャンプの公式歌集である「 GreenhamWomenAreEverywhere 」が出版された。 

## ジェンダーの重要性

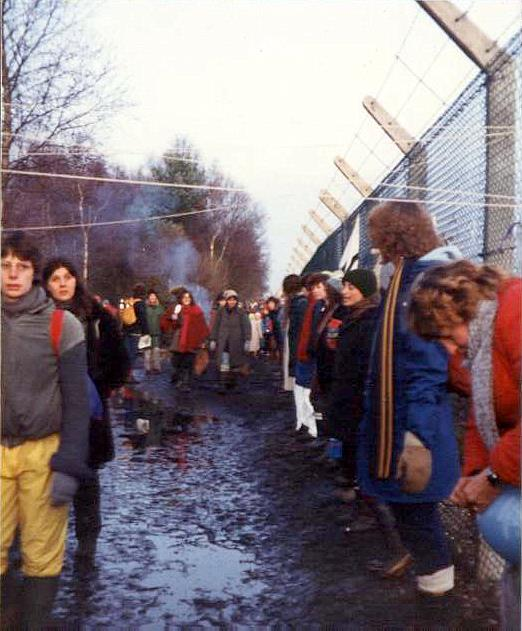
1982年12月12日、アメリカの巡航ミサイルをそこに配置するという決定に抗議して、3万人の女性が基地の周囲6マイル（9.7 km）の周りで手を握った

1982年2月、抗議は女性のみを対象とすることが決定され、これにより、抗議は最初で最も長く続く平和キャンプとして確立された。  これは、女性が母親としてのアイデンティティを利用して、核兵器に対する抗議を正当化するために重要だった。すべての子供と将来の世代の安全のためである。 
蜘蛛の巣は、グリーナムの女性たちが思い描いていたように、壊れやすく弾力性があるため、キャンプで最もよく使われるシンボルの1つになった。 グリーナムの女性は、邪悪な魔女の象徴を基地での普通の女性の行動と対比させるために、魔女に扮装することで悪名高い 。
女性がキャンプに入り、事実上「男性」の空間に入った例がいくつかあった。 1982年の大晦日に、女性たちは初めて基地に侵入した。 44人の女性が軍事基地の柵を乗り越え、サイロの上に登り、何時間も踊った。すべての女性が逮捕され、36人が投獄された。  1983年4月1日、テディベアに扮した200人の女性が基地に入った。 テディベアのような「子供」のシンボルは、基地の高度に軍事化された雰囲気とはまったく対照的だった。女性たちは再び自分たちの子供たちと将来の世代の子供たちの安全を強調していた。 
次の主要なイベントは1983年12月11日の「基地を反映する」で、3週間前に到着した巡航ミサイルに抗議するために5万人の女性が基地を一周した。 この日は、基地が自分自身とその行動を象徴的に振り返ることができるように、女性が鏡を掲げた静かな警戒として始まった。しかし、女性たちが柵の大部分を引き下ろしたため、その日は何百人もの逮捕で終わった。 
障壁を破って基地に入ると、女性たちは家に留まらず、男性が深刻な「男性」の問題に対処している間、女性が伝統的に期待されている方法を何もしないと述べていた。 毎日の終わりに家に帰ることを拒否することは、女性の居場所が家にあるという伝統的な概念に対する挑戦だった。多くのマスコミは、グリーナムの女性の行動に疑問を投げかけた。「子供たちが彼らにとって非常に重要であるならば、それならなぜ彼らは彼らと一緒に家にいなかったのですか？ 」と彼らは尋ねた。メディアは、子供を保護する「母親としての女性」というグリーナムの女性の集団的アイデンティティを無視する傾向があり、キャンプの非合法性に主に焦点を当て、女性が家族の価値観と国家に脅威をもたらす、犯罪活動を積んだ魔女の契約であると説明した。 メディアが無視した抗議のそのような部分の1つは、1982年12月12日に行われ、女性は子供たちの写真を柵に掛けた。この特定のイベントを取り巻くアイデアは、女性が愛したものの表現を柵に掛けることだった。多くの人にとって、これは彼らの子供たちの写真をぶら下げることを意味した。ろうそくも子供たちの未来を悼むために抗議に持ち込まれた。 

## 余波
2000年に、基地を取り巻くフェンスはついに取り壊されまた。軍縮運動を称えるため、抗議の場は記念碑となる。記念碑は、周囲にウェールズの石がある庭園で構成されている。記念碑は、平和と核兵器との戦いを示すことを目的としている。残りの土地は人々と地方議会に返還された。 

## 関連する動き：モスクワトラストグループとウィンドウピース（ニューヨーク）
1983年5月、グリーナムコモン平和キャンプを代表する3人の女性（カルメンカトラー、アンペティット、米国市民ジャンマッコリスター） がモスクワに飛び、公式のソビエト平和委員会と非公式の「ソ連と米国の間の信頼を確立するためのグループ」と会った 。   5月27日に空港で、モスクワの税関は、トラストグループとの会話のメモを含むジャンマコリスターの日記を没収した。 
グリーナムコモン女性平和キャンプは、英国だけでなく海外でも関連する平和運動に影響を与えた。そのような動きの1つは、ニューヨーク市での1年間のライブインパフォーマンスアートインスタレーションであるWindowPeaceだった。 当時グリーナムRAFキャンプの外に住んでいた元の運動の抗議者、およびセネカ女性平和野営地への賛辞として 、女性アーティストと活動家は、SohoZatストアで一連のアートインスタレーションをローテーションでマンハッタンの307ウェストブロードウェイで作成した 。
1986年にアーティストのスーザン・クレックナーによって作成されたウィンドウピースのインスタレーションは、マンハッタンのロウアーマンハッタンにあるソーホーザットの店先で行われた。 グリーナムコモン運動の慣習として、女性アーティストだけが参加できた。ただし、男性は女性から招待された場合は参加を許可されていた。 1986年12月12日から1987年11月11日までの1年間、毎週、51人の女性アーティストが店先の窓を自分たちのアートで占めていた。アーティストの中には、スーザン・クレックナー（創始者）、アン・スニトウ、ダイアナ・ムーンメイド、シャロン・ジャディス、テキーラ・ミンスキー、アン・メイマン、キャロル・ヤコブセン、ジョイス・ジョージ、ジェーン・ウィンター、マーシャ・グラント、グリーナムとセネカ・ムーブメントの女性、キャサリン・オールポート、 Eileen Jones、Susann Ingle、Sharon Smith、Linda Montano、Dominque Mazur、Cenen、Pamela Schumaker、Judy Trupin、Connie Samaras、EA Racette、Peggey Lowenberg and Maggie Ens、Kathy Constantinides、Elaine Pratt、Coco Gordon、Sally Jacque、Kay Roberts 、Anna Rubin、Renee Rockoff、Harriet Glazier、Karen Marshall、Paula Allen、その他などがいた 

## 参照
- 核軍縮キャンペーン
- ファスレーンピースキャンプ
- ヘレン・ジョン
- ヘレン・トーマス
- 平和活動家のリスト
- 平和と正義の未来のためのセネカ女性の野営地
- 平和のための婦人運動
- 女性の平和主義者と平和活動家のリスト

## 関連作品

### 一次情報源
アン・ペティットによるWalking to Greenham
- Greenham Women Are Everywhere 、Greenham Common Women'sPeaceCampの公式歌集

グリーナムコモン女性平和キャンプに関連するいくつかの論文が、ロンドンスクールオブエコノミクスの図書館にある女性図書館で開催されている。
- Greenham Common Collection ref 5GCC
- グリーナムコモン女性平和キャンプ（イエローゲート）の記録ref 5GCW
- ジェーンとジュリエットネルソン（イエローゲート）ref 7JAN

平和キャンプは、ビーバン・キドロンとアマンダ・リチャードソン、キャリー・グリーンハム・ホームによる1983年のドキュメンタリーの主題でもありました。 

### 二次資料/アンソロジー
- Cook, Alice, ed (1983). Greenham Women Everywhere: Dreams, Ideas, and Actions from the Women's Peace Movement. Pluto Press
- Fairhall, David (2006). Common Ground: The Story of Greenham. I.B. Tauris
- Harford, Barbara, ed (1984). Greenham Common: Women at the Wire. The Women's Press
- Kerrow, Kate; Mordan, Rebecca (2021). Out of the Darkness: Greenham Voices 1981-2000. Foreword by Frankie Armstrong. The History Press.
- Laware, Margaret L. (2004). “Circling the Missiles and Staining Them Red: Feminist Rhetorical Invention and Strategies of Resistance at the Women's Peace Camp at Greenham Common”. NWSA Journal 16 (3):  18–41. doi:10.2979/NWS.2004.16.3.18. JSTOR 4317078.
- Liddington, Jill (1989). The Long Road to Greenham: Feminism and Anti-Militarism in Britain Since 1820. Virago Press
- Lowry, Maggie (1983). “A Voice from the Peace Camps: Greenham Common and Upper Heyford”. In Thompson, Dorothy. Over Our Dead Bodies: Women Against the Bomb. Virago Press. pp. 73–77
- Pettitt, Ann (2006). Walking to Greenham: How the peace camp began and the Cold War ended. Published by Honno.
- Roseneil, Sasha (1995). Disarming Patriarchy: Feminism and Political Action at Greenham. Open University Press
- Seller, Anne (1985). “Greenham: A Concrete Reality”. Frontiers: A Journal of Women Studies 8 (2):  26–31. doi:10.2307/3346050. JSTOR 3346050.

### 演劇
- ハリソン、トニー。 The Common Chorus. London: Faber and Faber. (1992). pp. 87. ISBN 0-571-14723-2コモンコーラス。ロンドン：フェイバーとフェイバー。 1992.p。 87。 ISBN 0-571-14723-2 。
- 9781780015934

### 映画
- Mothers of the Revolution（2021） [38] [39] –グレンダ・ジャクソンによるナレーションのドキュメンタリー

### 小説
- Smith, Ali (2017). Winter. Hamish Hamilton. ISBN 9780241207024
- Davies, Stephanie (2020). Other Girls Like Me.  Bedazzled Ink Publishing LLC. ISBN 978-1-949290-38-7 (pb)